# لغة هاجونغية
اللغة الهاجونغية (بالهندية: हाजोंग)، (بالإنجليزية: Hajong language)‏، هي لغة هندوآرية مع احتمال وجود طبقة لغوية تحتيَّة فيها تعود للغة مُتَنَحِّيَة أو مَغلوبَةٍ وهي اللغة التبيتية البورمية. يتحدث بها ما يقرب من 80,000 من إثنيَّة الهاجونغ عبر الشمال الشرقي من شبه القارة الهندية، على وجه التحديد في الولايات التالية: آسام، وميغالايا، وأروناجل برديش، والبنغال الغربية في الهند الحالية، وأيضًا في الأقاليم التالية: ميمينسينغ وسيلهيت في بنغلاديش الحالية. وتُكتَب بالخط البنغالي الآسامي والكتابة اللاتينية. تشتمل على العديد من الألفاظ السنسكريتيَّة الدخيلة. لقد تحدث الهاجونغيون في الأصل اللغة التيبتوبورمان، لكنها اختلطت لاحقًا باللغتين الآسامية والبنغالية.